# Маунт-Плезант (Південна Кароліна)
Маунт-Плезант (англ. Mount Pleasant) — місто (англ. town) в США, в окрузі Чарлстон штату Південна Кароліна. Населення — 90 801 особа (2020).

## Географія
Маунт-Плезант розташований за координатами 32°51′0″ пн. ш. 79°49′48″ зх. д. / 32.85000° пн. ш. 79.83000° зх. д. (32.850085, -79.829903).  За даними Бюро перепису населення США в 2010 році місто мало площу 136,25 км², з яких 116,76 км² — суходіл та 19,49 км² — водойми.

### Клімат
| Клімат : Маунт-Плезант                     | Клімат : Маунт-Плезант | Клімат : Маунт-Плезант | Клімат : Маунт-Плезант | Клімат : Маунт-Плезант | Клімат : Маунт-Плезант | Клімат : Маунт-Плезант | Клімат : Маунт-Плезант | Клімат : Маунт-Плезант | Клімат : Маунт-Плезант | Клімат : Маунт-Плезант | Клімат : Маунт-Плезант | Клімат : Маунт-Плезант | Клімат : Маунт-Плезант |
| Показник                                   | Січ.                   | Лют.                   | Бер.                   | Квіт.                  | Трав.                  | Черв.                  | Лип.                   | Серп.                  | Вер.                   | Жовт.                  | Лист.                  | Груд.                  | Рік                    |
| Середній максимум, °C                      | 15,0                   | 17,1                   | 20,9                   | 24,7                   | 28,4                   | 31,3                   | 32,8                   | 32,0                   | 29,4                   | 25,1                   | 21,0                   | 16,4                   | 24,5                   |
| Середній мінімум, °C                       | 3,4                    | 5,1                    | 8,4                    | 12,1                   | 16,9                   | 21,2                   | 23,1                   | 22,7                   | 19,9                   | 14,1                   | 8,9                    | 4,8                    | 13,4                   |
| Середня кількість сонячних годин на місяць | 179,8                  | 189,3                  | 244,9                  | 276,0                  | 294,5                  | 279,0                  | 288,3                  | 257,3                  | 219,0                  | 223,2                  | 189,0                  | 170,5                  | 2810                   |
| Норма опадів, мм                           | 94                     | 75                     | 94                     | 74                     | 77                     | 143                    | 166                    | 182                    | 155                    | 95                     | 62                     | 79                     | 1295                   |
| Днів з опадами                             | 9,5                    | 8,6                    | 7,9                    | 7,7                    | 7,8                    | 11,9                   | 13,0                   | 13,2                   | 10,0                   | 7,3                    | 7,0                    | 8,7                    | 112,6                  |
| Днів зі снігом                             | 0,1                    | 0,1                    | 0                      | 0                      | 0                      | 0                      | 0                      | 0                      | 0                      | 0                      | 0                      | 0,2                    | 0,4                    |
| ------------------------------------------ | ---------------------- | ---------------------- | ---------------------- | ---------------------- | ---------------------- | ---------------------- | ---------------------- | ---------------------- | ---------------------- | ---------------------- | ---------------------- | ---------------------- | ---------------------- |
| Джерело: NOAA, HKO (sun only, 1961–1990)   |                        |                        |                        |                        |                        |                        |                        |                        |                        |                        |                        |                        |                        |

## Демографія
Згідно з переписом 2010 року, у місті мешкали 67 843 особи в 27 742 домогосподарствах у складі 18 045 родин. Густота населення становила 498 осіб/км².  Було 30674 помешкання (225/км²).
Расовий склад населення:
| - 91,3 % — білих - 5,1 % — чорних або афроамериканців - 1,6 % — азіатів - 0,2 % — корінних американців |

До двох чи більше рас належало 1,1 %. Частка іспаномовних становила 2,7 % від усіх жителів.
За віковим діапазоном населення розподілялося таким чином: 24,1 % — особи молодші 18 років, 63,7 % — особи у віці 18—64 років, 12,2 % — особи у віці 65 років та старші. Медіана віку мешканця становила 39,1 року. На 100 осіб жіночої статі у місті припадало 92,6 чоловіків;  на 100 жінок у віці від 18 років та старших — 89,0 чоловіків також старших 18 років.
Середній дохід на одне домашнє господарство  становив 106 598 доларів США (медіана — 77 638), а середній дохід на одну сім'ю — 130 960 доларів (медіана — 102 068). Медіана доходів становила 68 789 доларів для чоловіків та 47 863 долари для жінок. За межею бідності перебувало 7,4 % осіб, у тому числі 7,1 % дітей у віці до 18 років та 4,1 % осіб у віці 65 років та старших.
Цивільне працевлаштоване населення становило 38 552 особи. Основні галузі зайнятості: освіта, охорона здоров'я та соціальна допомога — 23,2 %, науковці, спеціалісти, менеджери — 13,9 %, мистецтво, розваги та відпочинок — 13,2 %.